# Kirkpatrick Macmillan

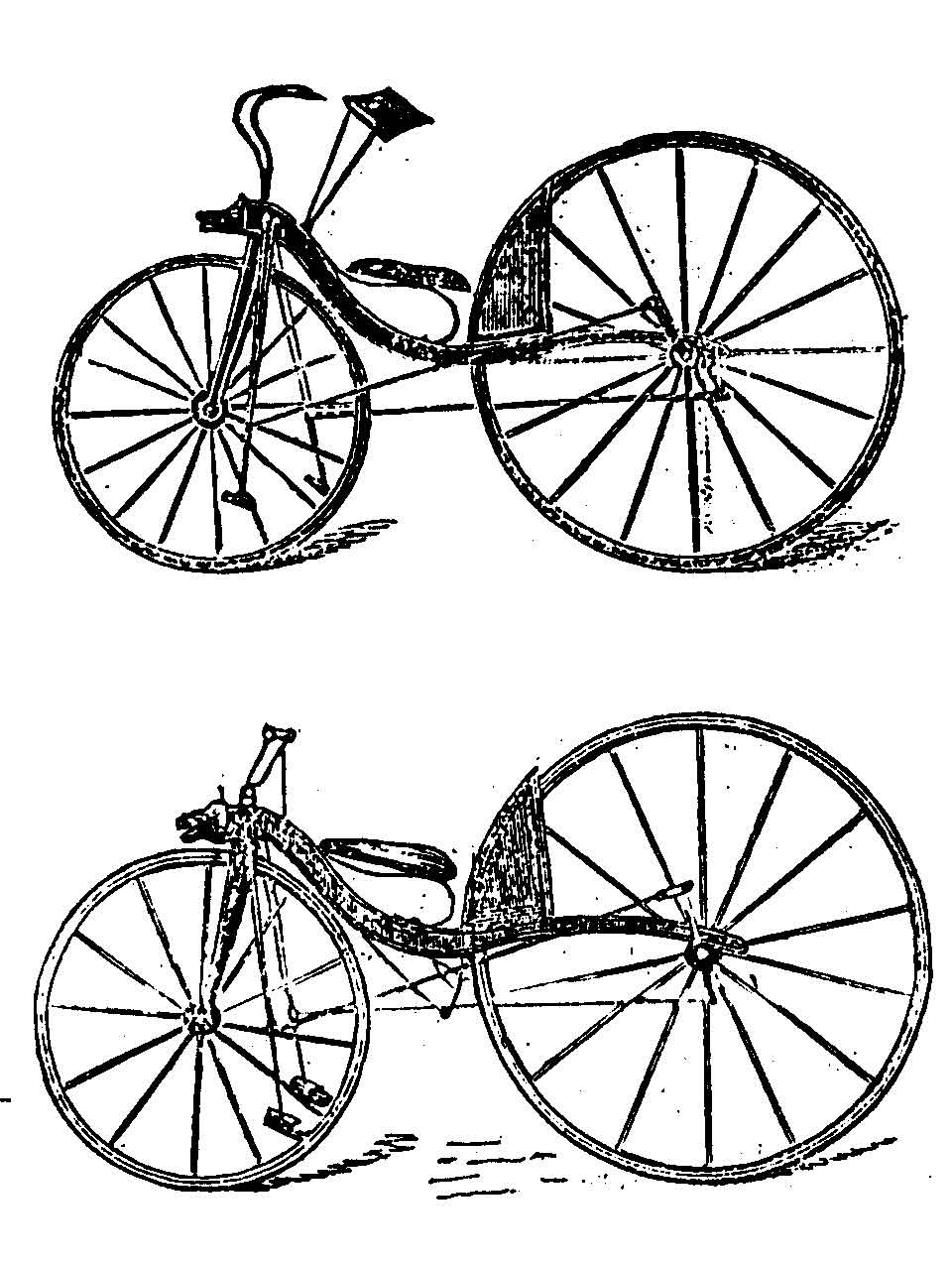
Bicicleta de 1869

Kirkpatrick Macmillan (Keir, Dumfries and Galloway, 2 de setembro de 1812 — Keir, 26 de janeiro de 1878) foi um ferreiro escocês e inventor da bicicleta.
Por volta do ano de 1824 ele viu alguém andando com uma dandy horse (veículo precursor da bicicleta) nas proximidades de sua casa e decidiu construir seu próprio veículo. Teve então a ideia de aprimorar o veículo de forma que pudesse ser propulsionado sem que fosse necessário colocar os pés no chão. Resolveu adaptar bielas à roda traseira, acionadas por alavancas presas na estrutura principal. Sua invenção foi finalizada em 1839 . No inicio ela era sem pedais mas com o tempo foi se evoluindo e depois de um tempo ele colocou pedais.
Ele nunca patenteou sua ideia, e ela foi copiada por muitos que perceberam o potencial de sua invenção.